# José Antonio Echávarri Lomo
José Antonio Echávarri Lomo (Coria, 1955) fue Consejero de Agricultura, Desarrollo Rural, Medio Ambiente y Energía de la Junta de Extremadura entre 2011 y 2015.

## Trayectoria
Nacido en Coria, Echávarri es Licenciado en Derecho y ha ejercido como abogado. Fue secretario judicial, en provisión temporal, en el Juzgado de Hoyos de 1981 a 1987 y en el Juzgado de Valencia de Alcántara de 1987 a 1991.
Desde 1991 hasta la actualidad era secretario y asesor jurídico de la Comunidad de Regantes de la Margen Derecha del Río Alagón, así como asesor de la Federación de Regantes de la Cuenca del Tajo. Ambas tareas las ha compaginado con el ejercicio de la abogacía.
Su trayectoria política ha sido extensa. De 1995 a 1999 fue concejal del Ayuntamiento de Coria y desde 1999 hasta 2007 diputado de la Asamblea de Extremadura. En la VI Legislatura (1999-2003) del Parlamento extremeño ocupó la Secretaría Segunda de la Mesa de la Asamblea, mientras que en la VII Legislatura (2003-2007) la Presidencia de la Comisión de Hacienda y Presupuesto y la Portavocía del Grupo Parlamentario Popular en la Comisión de Medio Ambiente.
Es Secretario Ejecutivo de Medio Ambiente y Energías Renovables del Partido Popular de Extremadura.